# Covellien

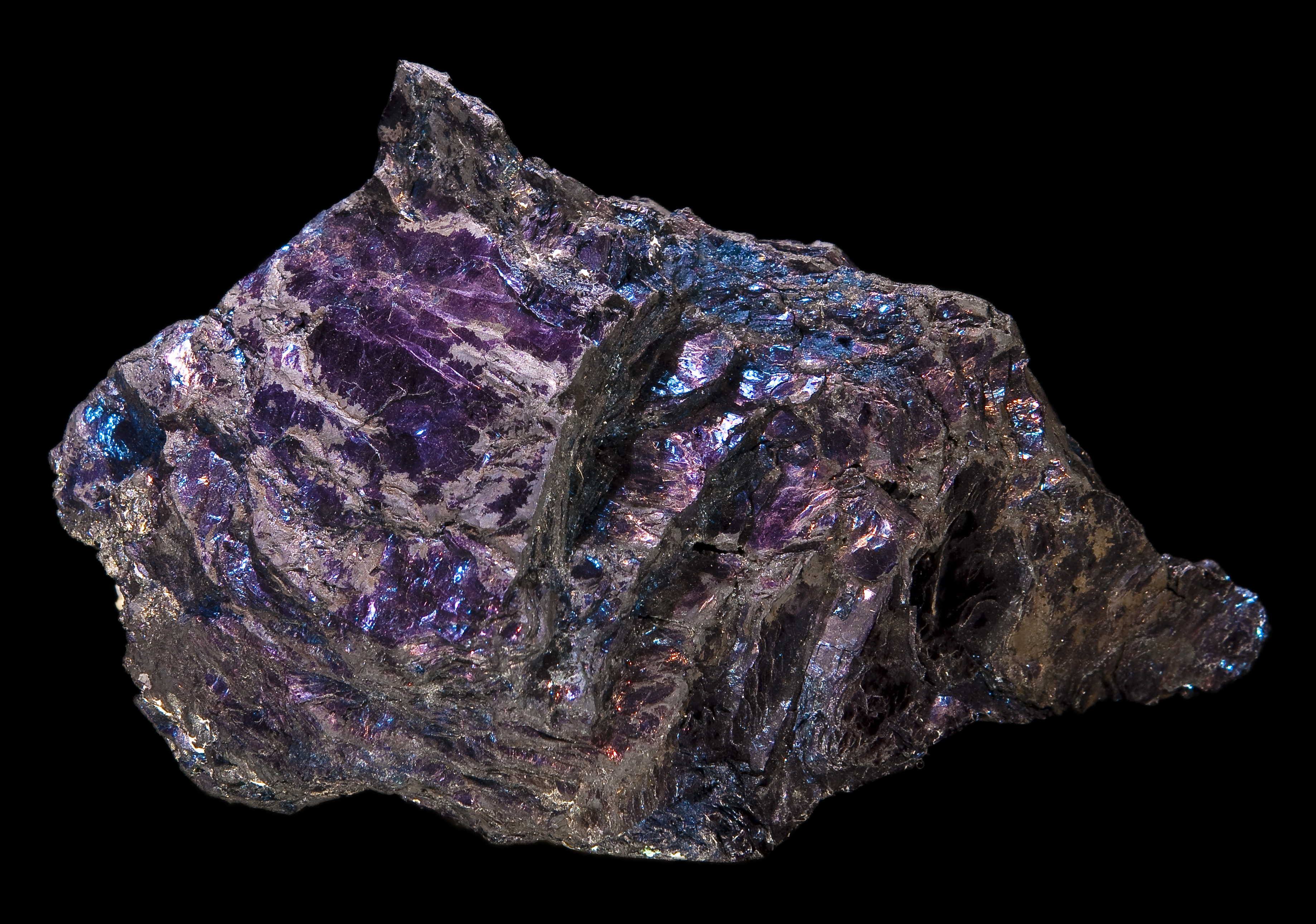
Covelliet

Het ertsmineraal covelliet of covellien is een kopersulfide met de verhoudingsformule CuS, maar het kan ook wat ijzer bevatten. Het is naar de mineraloog Nicollo Covelli (1790-1829) uit Italië genoemd.
Het is een opaak mineraal en indigoblauw of donkerder. De streepkleur is loodgrijs, glimmend. Het heeft een hexagonaal kristalstelsel met als ribben a = 379,2 pm en c = 1634 pm. De ruimtegroep is P63/mmc. De kristallen zijn plaatvormig, vanwege de perfecte splijting langs het kristalvlak [0001]. 
De structuur van covellien is vrij ingewikkeld. Een derde van de koper en zwavelatomen vormen een vlakke laag met ongeveer een grafietstructuur. Twee derde van de zwavel atomen vormen zwavelparen S2, zoals ook bekend van pyriet, die loodrecht op de vlakke laag staan met atomen koper daartussen. Covellien is een metallieke geleider. Het is het eerste natuurlijke mineraal dat is gevonden met supergeleiding. Elektronisch kan het het beste beschreven worden als Cu+3S−S22− met een gedelocaliseerd gat in de valentie band die voornamelijk zwavel karakter heeft.
Covelliet bestaat uit ongeveer 66,5% koper, waardoor het, als het in grote hoeveelheden wordt aangetroffen, een zeer kostbaar kopererts is. De resterende 33,5% bestaat vooral uit zwavel in het sulfide. Het mineraal komt veel in afzettingen met kopersulfide voor. Het is een veel voorkomende omzetting van chalcopyriet CuFeS2.

## Lijsten
- Lijst van koperertsen
- Lijst van mineralen
- Lijst van naar een persoon genoemde mineralen